# Faiditus dracus
Faiditus dracus là một loài nhện trong họ Theridiidae.
Loài này thuộc chi Faiditus. Faiditus dracus được Ralph Vary Chamberlin & Wilton Ivie miêu tả năm 1936.